# La Braña
La Braña (auch San Cipriano de La Braña) ist eines von acht Parroquias in der Gemeinde El Franco der autonomen Region Asturien in Spanien.

## Geographie
La Braña ist ein Parroquia mit 240 Einwohnern im Jahr 2011 und einer Fläche von 15,7 km². Es liegt auf 488 m. Die nächste, größere Ortschaft ist El Franco, der 10 km entfernte Hauptort der gleichnamigen Gemeinde.
Mehrere kleine Zuflüsse des Rio Mazo fließen an La Braña vorbei. Das Klima hat milde Sommer und milde, selten strengen Winter. In den Hochlagen können die Winter streng werden.

## Dörfer und Weiler in der Parroquia
- Bargaz, A Braña, El Caroceiro, El Chao das Trabas, Grandamarina, Mendóis, Mercadeiros, Penadecabras, Romeye, Villarín.

## Sehenswürdigkeiten
- Höhle Cueva de la Andina